# I. János francia király
I. (Utószülött) János (Vincennes, 1316. november 15. – Vincennes, 1316. november 19.) a középkori Franciaország és Navarra királya (szintén I. János néven), X. (Civakodó) Lajos és Magyarországi Klemencia fia, Navarrai Johanna féltestvére volt. A tizenharmadik Capeting-uralkodó volt, az egyetlen, aki már születése előtt viselte Franciaország királyi címét, és emiatt az egyetlen, aki ezt a címet egész életében viselte. Uralma a legrövidebb volt a francia királyok között. Noha a mai történetírás egyértelműen királyként tekint rá, az ő korában ez nem volt egészen egyértelmű, csak II. (Jó) János trónra lépésétől kezdve, miként második királyként hivatkoztak rá.
Atyja június 5-én bekövetkezett halála után született, ám alig öt napig élt. A Capetingek közül egyedülálló módon Jánosnak keresztelték. Ekkor nagybátyja, az addig régensként uralkodó Hosszú Fülöp örökölte a trónt.

## A legenda
A középkori Európában meglehetősen magas volt a csecsemőhalandóság, így János halálának oka sokféle lehetett, mégis, már nem sokkal ezt követően mérgezésről kezdett el terjedni a szóbeszéd. Ezt azzal támasztották alá, hogy sok embernek érdekében állhatott a gyermek halála, és az apja is váratlanul halt meg. A halál okát mind a mai napig nem ismerjük.
Jóval komolyabb problémát vetett fel, hogy a Capetingek hosszú sora megszakadt. Az uralkodóház történetében most először fordult elő, hogy az apát nem a legidősebb fiú követi a trónon. Mivel már maga X. Lajos is úgy halt meg, hogy nem hagyott hátra élő fiúutódot, a trónöröklés kérdésessé vált. Így aztán eldöntötték, hogy megvárják Magyarországi Klemencia özvegy királyné szülését, s arra az időre Lajos öccsét, Poitiers-i Fülöpöt nevezték ki régensnek. Miután a gyermek János meghalt, Fülöp a száli frankok törvényére hivatkozva királlyá koronáztatta magát, és ezzel elütötte Lajos lányát, Johannát a francia tróntól.
János haláláról az idők folyamán számos bizonyíthatatlan szóbeszéd terjedt el, melyeket legjobban Maurice Druon foglalja össze regényciklusában, Az elátkozott királyokban. Eszerint Jánost egy idegen csecsemővel helyettesítették, így nem ő esett áldozatul a hatalomvágyó Fülöp, jobban mondva Fülöp nagyravágyó anyósa, gyilkosságának. Az is táplálhatta ezt a hiedelmet, hogy míg a százéves háborúban elszenvedett poitiers-i vereség során foglyul ejtett II. Jánost a britek rabságban tartották (1356–1360), egy bizonyos itáliai, Giannino Baglioni, X. Lajos fiának adta ki magát.
Baglionit Cola di Rienzo támogatta és segítette a kezdet kezdetén, hogy franciaországi hátország kiépítésével saját római pozícióit erősítse. Rienzo 1354-es halála után két évvel János fel is lépett trónkövetelőként. Először Magyarországra ment, ahol Nagy Lajos elismerte Civakodó Lajos fiának – Klemencia révén saját unokatestvérének –, de az avignoni pápa, IV. Ince már nem volt erre hajlandó 1360-ban. Baglionit végül bebörtönözték Nápolyban, ahol 1363-ban halt meg.

## Származása
| Utószülött János (Párizs, 1316. november 15.– Párizs, 1316. november 19.) francia király | Apja: Civakodó Lajos (Párizs, 1289. október 4.– Vincennes, 1316. június 5.) francia király | Apai nagyapja: Szép Fülöp (Fontainebleau, 1268– Fontainebleau, 1314. nov. 29.) francia király                 | Apai nagyapai dédapja: Merész Fülöp (1245. április 20.–1285. október 5.) francia király       |
| Utószülött János (Párizs, 1316. november 15.– Párizs, 1316. november 19.) francia király | Apja: Civakodó Lajos (Párizs, 1289. október 4.– Vincennes, 1316. június 5.) francia király | Apai nagyapja: Szép Fülöp (Fontainebleau, 1268– Fontainebleau, 1314. nov. 29.) francia király                 | Apai nagyapai dédanyja: Aragóniai Izabella (1247 körül –1271. január 28.)                     |
| Utószülött János (Párizs, 1316. november 15.– Párizs, 1316. november 19.) francia király | Apja: Civakodó Lajos (Párizs, 1289. október 4.– Vincennes, 1316. június 5.) francia király | Apai nagyanyja: I. Johanna (Bar-sur-Seine, 1271. január 14.– Vincennes, 1305. április 4.) navarrai királynő   | Apai nagyanyai dédapja: Kövér Henrik (12447 körül –1274. július 22.) navarrai király          |
| Utószülött János (Párizs, 1316. november 15.– Párizs, 1316. november 19.) francia király | Apja: Civakodó Lajos (Párizs, 1289. október 4.– Vincennes, 1316. június 5.) francia király | Apai nagyanyja: I. Johanna (Bar-sur-Seine, 1271. január 14.– Vincennes, 1305. április 4.) navarrai királynő   | Apai nagyanyai dédanyja: Blanche d'Artois (1248 körül –1302. május 2.)                        |
| Utószülött János (Párizs, 1316. november 15.– Párizs, 1316. november 19.) francia király | Anyja: Magyarországi Klemencia (Nápoly, 1293 körül – Párizs, 1328. október 12.)            | Anyai nagyapja: Martell Károly (Nápoly, 1271. szeptember 8.– Nápoly, 1295. augusztus 19.) magyar trónkövetelő | Anyai nagyapai dédapja: Sánta Károly (1254 körül –1309. május 5.) nápolyi és szicíliai király |
| Utószülött János (Párizs, 1316. november 15.– Párizs, 1316. november 19.) francia király | Anyja: Magyarországi Klemencia (Nápoly, 1293 körül – Párizs, 1328. október 12.)            | Anyai nagyapja: Martell Károly (Nápoly, 1271. szeptember 8.– Nápoly, 1295. augusztus 19.) magyar trónkövetelő | Anyai nagyapai dédanyja: Magyarországi Mária (1257 körül –1323. március 25.)                  |
| Utószülött János (Párizs, 1316. november 15.– Párizs, 1316. november 19.) francia király | Anyja: Magyarországi Klemencia (Nápoly, 1293 körül – Párizs, 1328. október 12.)            | Anyai nagyanyja: Ausztriai Klemencia (Bécs, 1262. január 22.– 1293. február 7.)                               | Anyai nagyanyai dédapja: Ausztriai Rudolf (1218. május 1.–1291. július 15.) német király      |
| Utószülött János (Párizs, 1316. november 15.– Párizs, 1316. november 19.) francia király | Anyja: Magyarországi Klemencia (Nápoly, 1293 körül – Párizs, 1328. október 12.)            | Anyai nagyanyja: Ausztriai Klemencia (Bécs, 1262. január 22.– 1293. február 7.)                               | Anyai nagyanyai dédanyja: Gertrud von Hohenberg (1225 körül –1281. február 16.)               |